# Birgit Schwarz
Birgit Schwarz (* 21. Mai 1968) ist eine österreichische Hörfunk- und Fernsehjournalistin die bis Oktober 2021 viele Jahre für den ORF in Berlin gearbeitet hat.

## Leben
Birgit Schwarz studierte nach ihrer Matura Rechtswissenschaft in Wien und Paris, anschließend folgte ein postgraduales Studium in Bologna und in Washington, wo sie an der Johns Hopkins University einen Master in International Affairs erwarb. Ihre journalistische Laufbahn begann Schwarz 1995 in der ZiB 2-Redaktion des ORF, wo sie unter anderem über die Festnahme des Briefbombenattentäters Franz Fuchs oder den Tod von  Prinzessin Diana berichtete. 1998 ging sie als ORF-Korrespondentin nach Deutschland. Ende 2009 wurde sie Chefin von Ö1-Inforadio und war verantwortlich für die Journalsendungen auf Ö1. Vom 1. Dezember 2012 bis Ende Oktober 2021 war sie erneut als ORF-Korrespondentin aus Deutschland tätig und wurde im März 2015 Büroleiterin in Berlin.
Birgit Schwarz lebt mit ihrem Mann und ihrer Tochter in Wien.